# Parmenió (poeta)
Parmenió, en llatí Parmenion, en grec antic Παρμενίων, fou un poeta epigramàtic grec natural de Macedònia, els versos del qual estan inclosos en la col·lecció de Filip de Tessalònica, i que probablement va viure al final del segle I aC. Alguns dels seus epigrames han estat reproduïts a l'Analecta de Brunck i a Lectiones de Jacobs. Es caracteritzen per la seva brevetat de la que el mateix autor fa elogi.